# André Citroën
André-Gustave Citroën, född 5 februari 1878, död 3 juli 1935, var en fransk ingenjör och entreprenör som grundade biltillverkaren Citroën.
André-Gustave Citroën föddes som det femte barnet till Levie Citroën, en judisk-nederländsk juvelerare från Amsterdam, och Masza Amalia Kleinmann från Warszawa. Fadern tog livet av sig när André Citroën var sex år. André Citroën hade toppbetyg från grundskolan och studerade på École polytechnique, där han tog examen 1898. Han blev sedan teknisk officer i den franska armén. 1908 hjälpte han biltillverkaren Mors att kraftigt utöka produktionen. Under första världskriget byggde han 1915 en ammunitionsfabrik som nådde en produktion av 55 000 granater per dag. Därefter fick han ansvaret för att organisera försörjningen av vissa råvaror till alla franska ammunitionsfabriker.
Han skapade en speciell kuggtyp som gav säkrare kugghjul. Kugghjulstypen kallas pilkugg och är vinkelskurna på ett sätt som gör dem självcentrerande och samtidigt tystgående. Uppfinningen blev sedan logotypen för Citroën.
1912 besökte han Henry Ford och studerade tillverkningen i Fordfabriken. 1919 startade han tillverkning av bilar under det egna namnet. Citroën var den förste som förde över Fords principer för massproduktion till europeisk bilproduktion.
Från 1925 till 1934 hade Eiffeltornet lysande reklam för Citroën på tre av sina fyra sidor. Det var den tidens största reklampelare. Citroëns grundare André Citroën hade själv drivit igenom att detta skulle vara möjligt.[källa behövs]
1934 presenterade Citroën Traction Avant. Företagets dåliga ekonomin tvingade Citroën att 1934 sälja sitt livsverk till Michelin och han dog ett år senare i magcancer. Citroën begravdes på Montparnassekyrkogården i Paris.